# Kuafua polyneura
Kuafua polyneura (лат.) — ископаемый вид перепончатокрылых рода Kuafua из семейства Kuafuidae. Один из древнейших представителей подотряда стебельчатобрюхие. Обнаружен в юрских ископаемых останках (Китай, Daohugou Formation, Внутренняя Монголия, келловейский ярус, около 165 млн лет). Длина тела 12,8 мм (ширина 3 мм), длина переднего крыла 6 мм (ширина 2 мм), длина заднего крыла 4,6 мм (ширина 1,1 мм), длина яйцеклада 7,5 мм. Вид Kuafua polyneura был впервые описан по отпечаткам в 2010 году российским палеоэнтомологом Александром Павловичем Расницыным (ПИН РАН, Москва, Россия) вместе с китайским коллегой Х. Чжаном (H. Zhang). Род Kuafua вместе с Arthrogaster и Leptogastrella был выделен в семейство Kuafuidae.